# 圣玛格丽塔利古雷
圣玛格丽塔利古雷（義大利語：Santa Margherita Ligure）是意大利热那亚省的一个市镇。总面积9.8平方公里，人口10035人，人口密度1024.0人/平方公里（2009年）。ISTAT代码为010054。

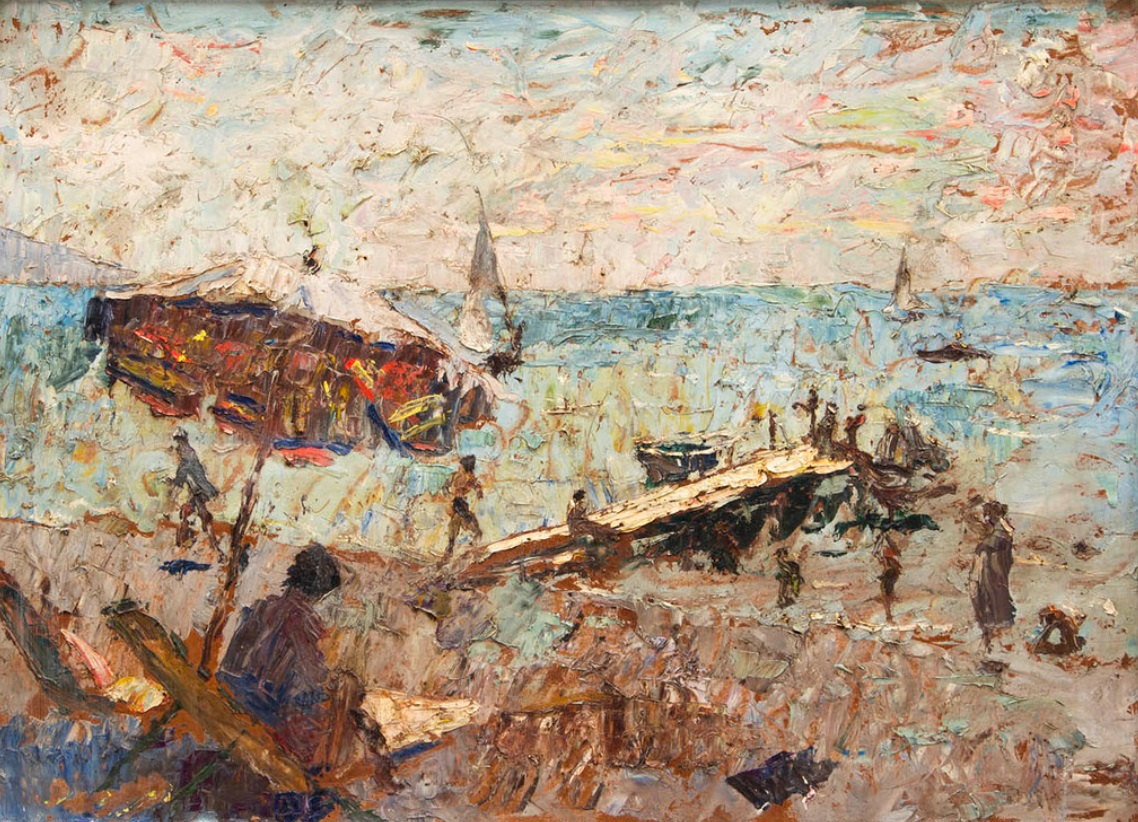
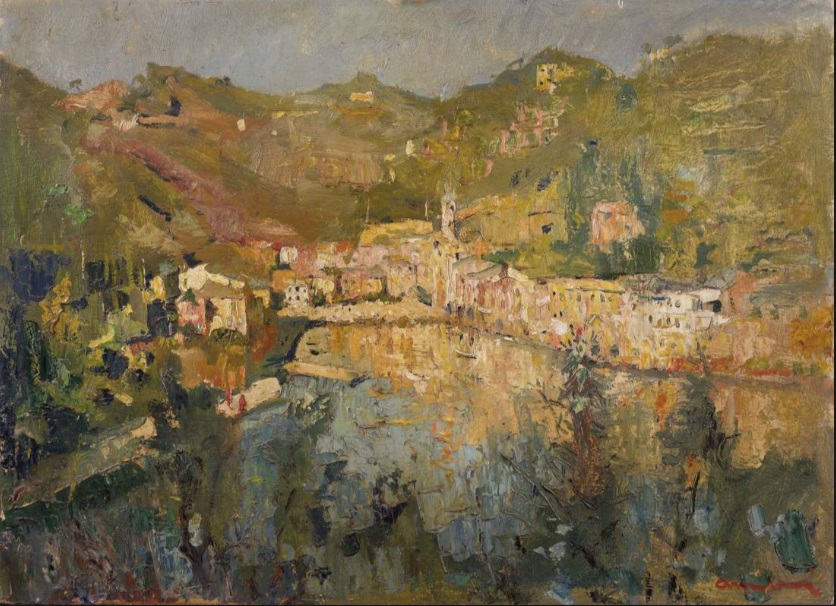
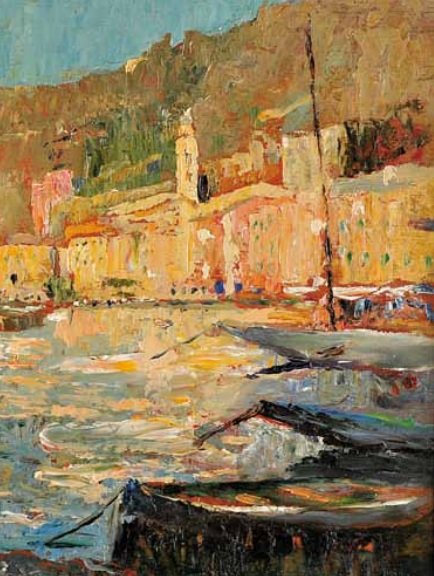
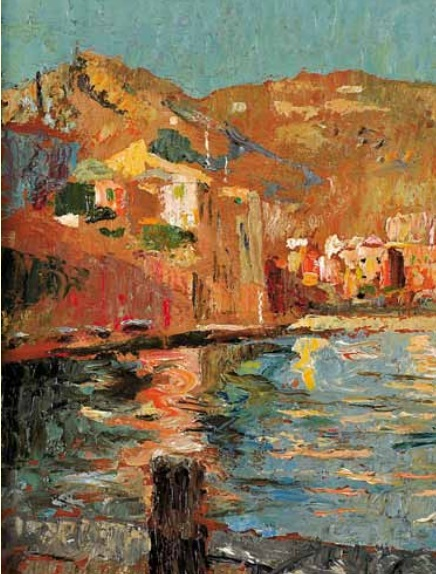
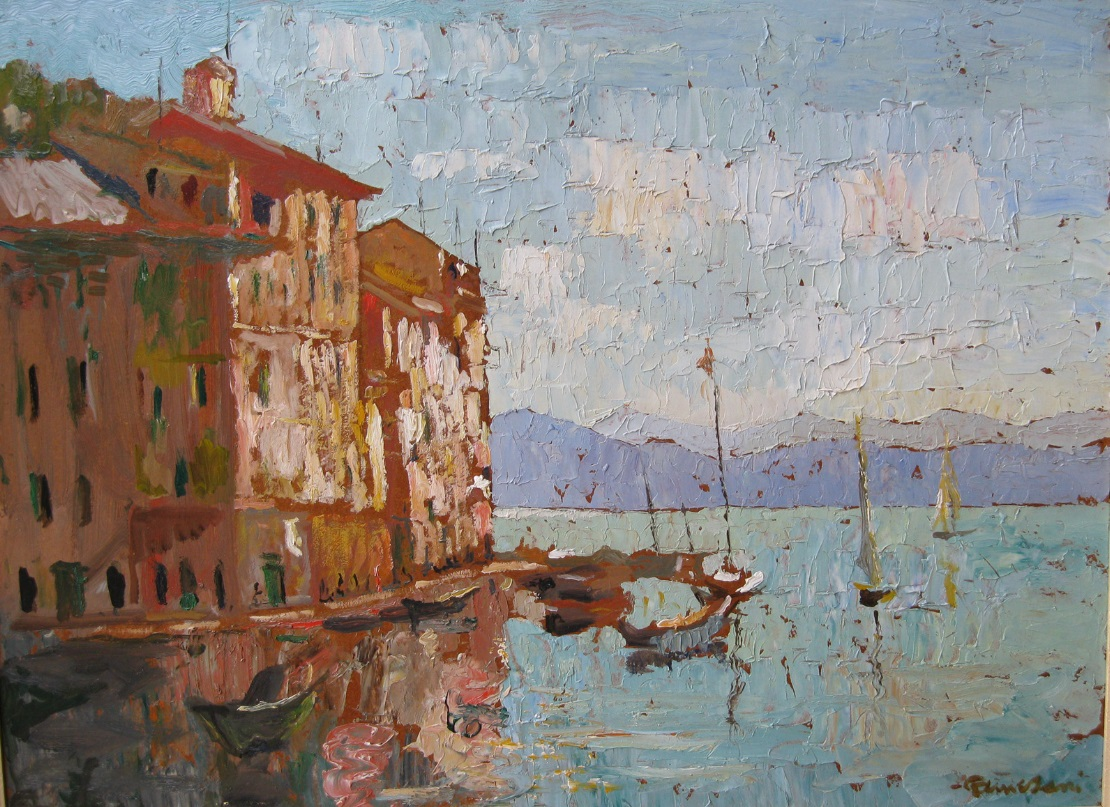
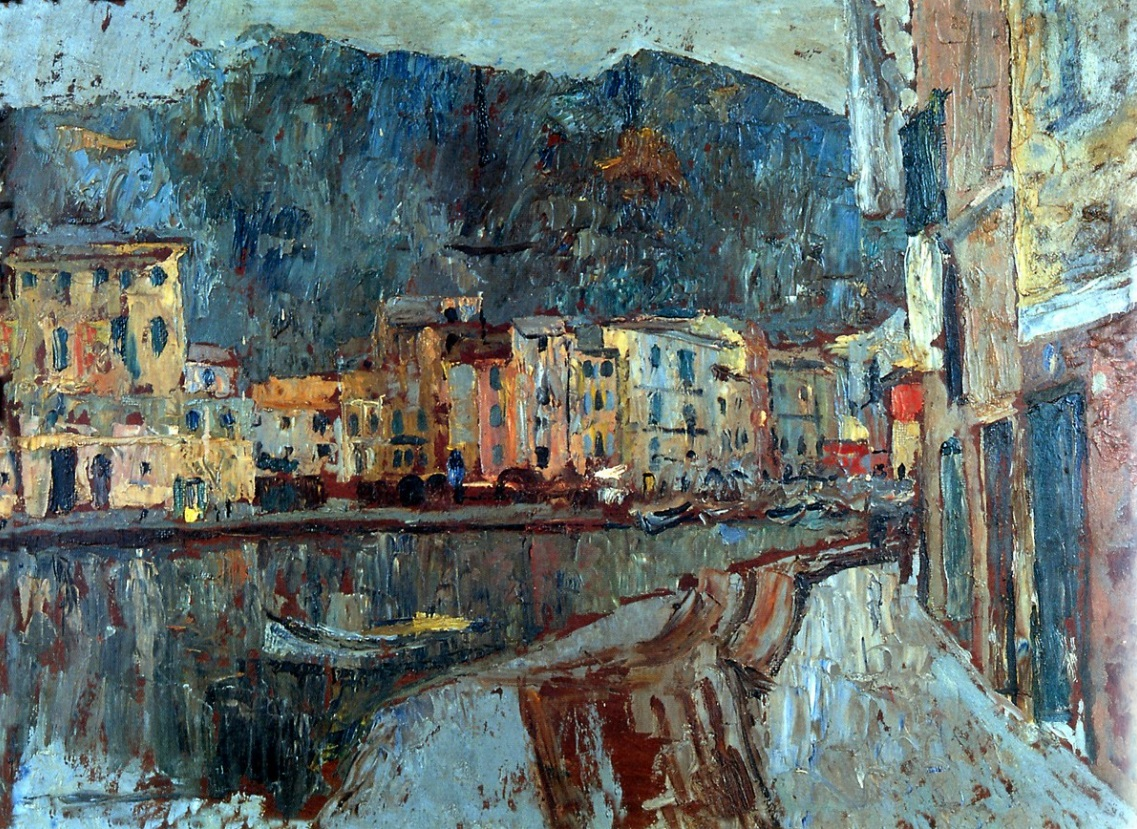
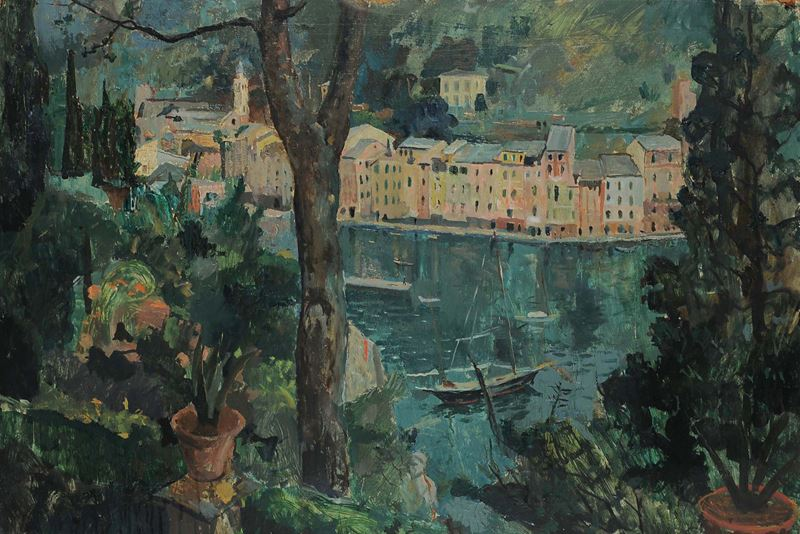
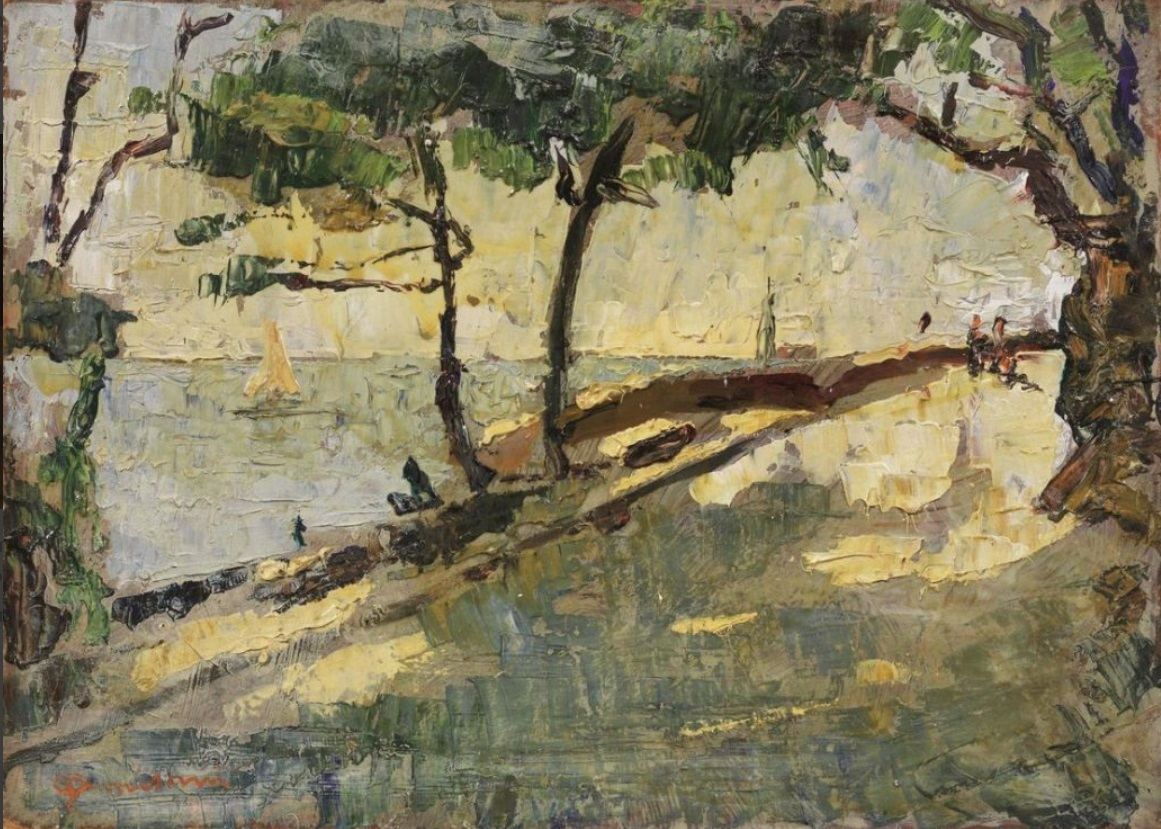
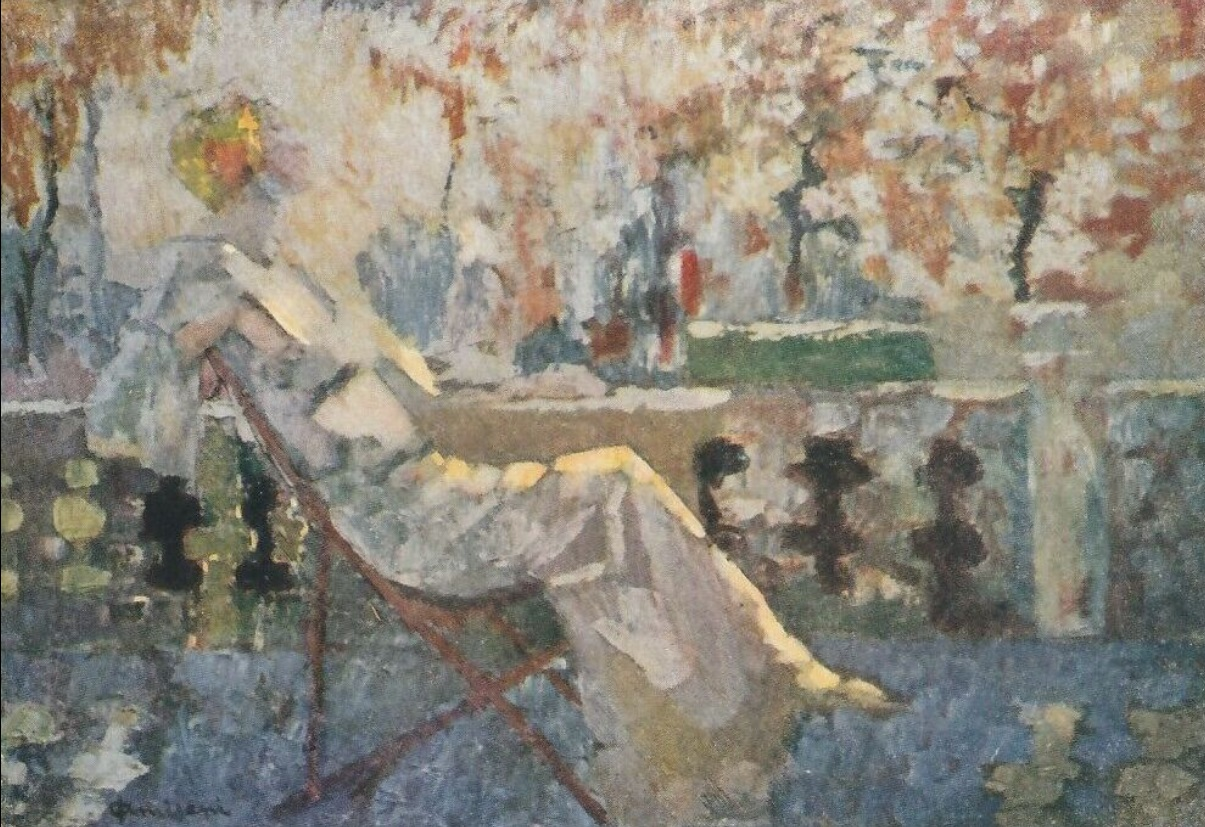

## 景点

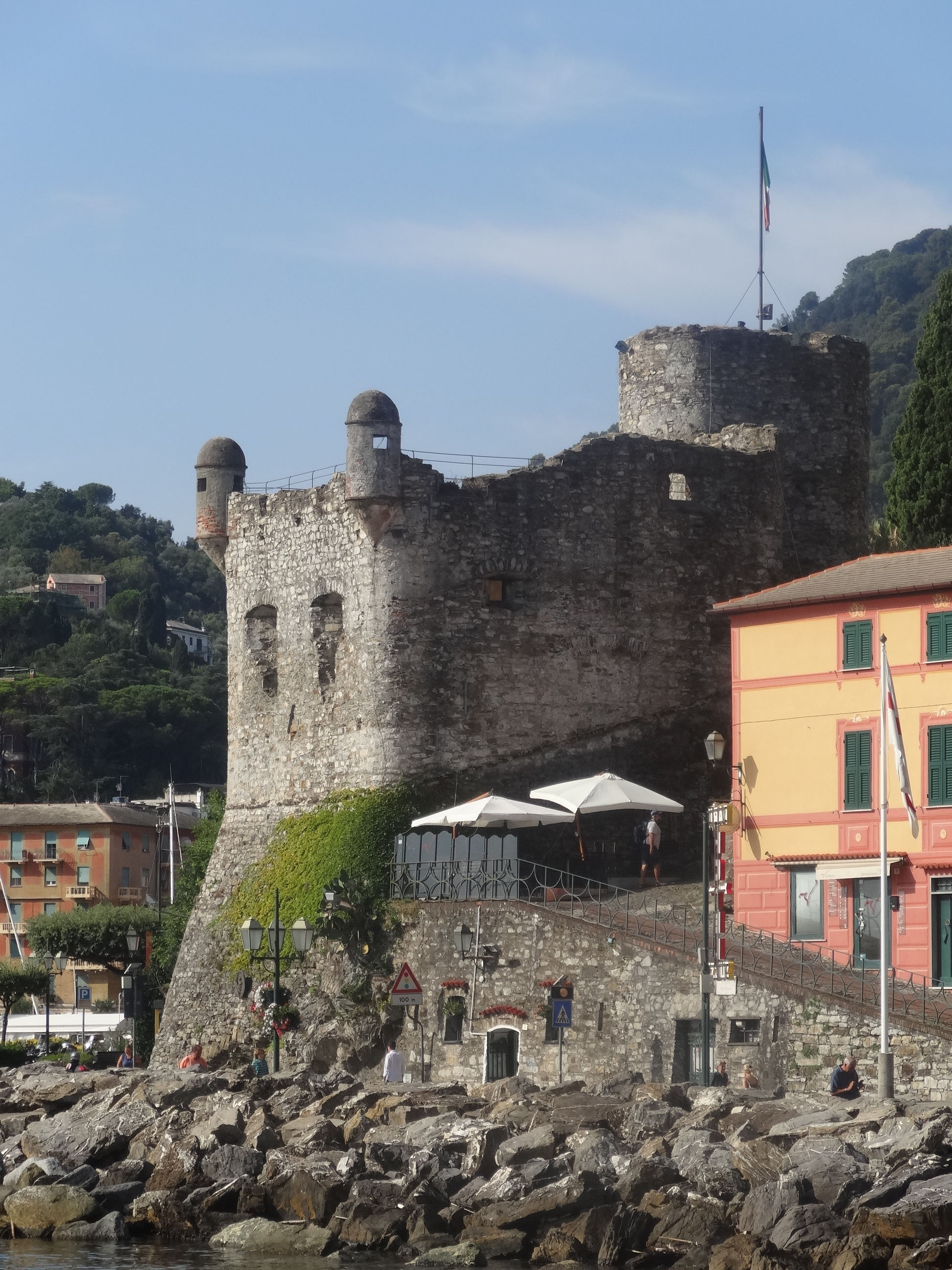
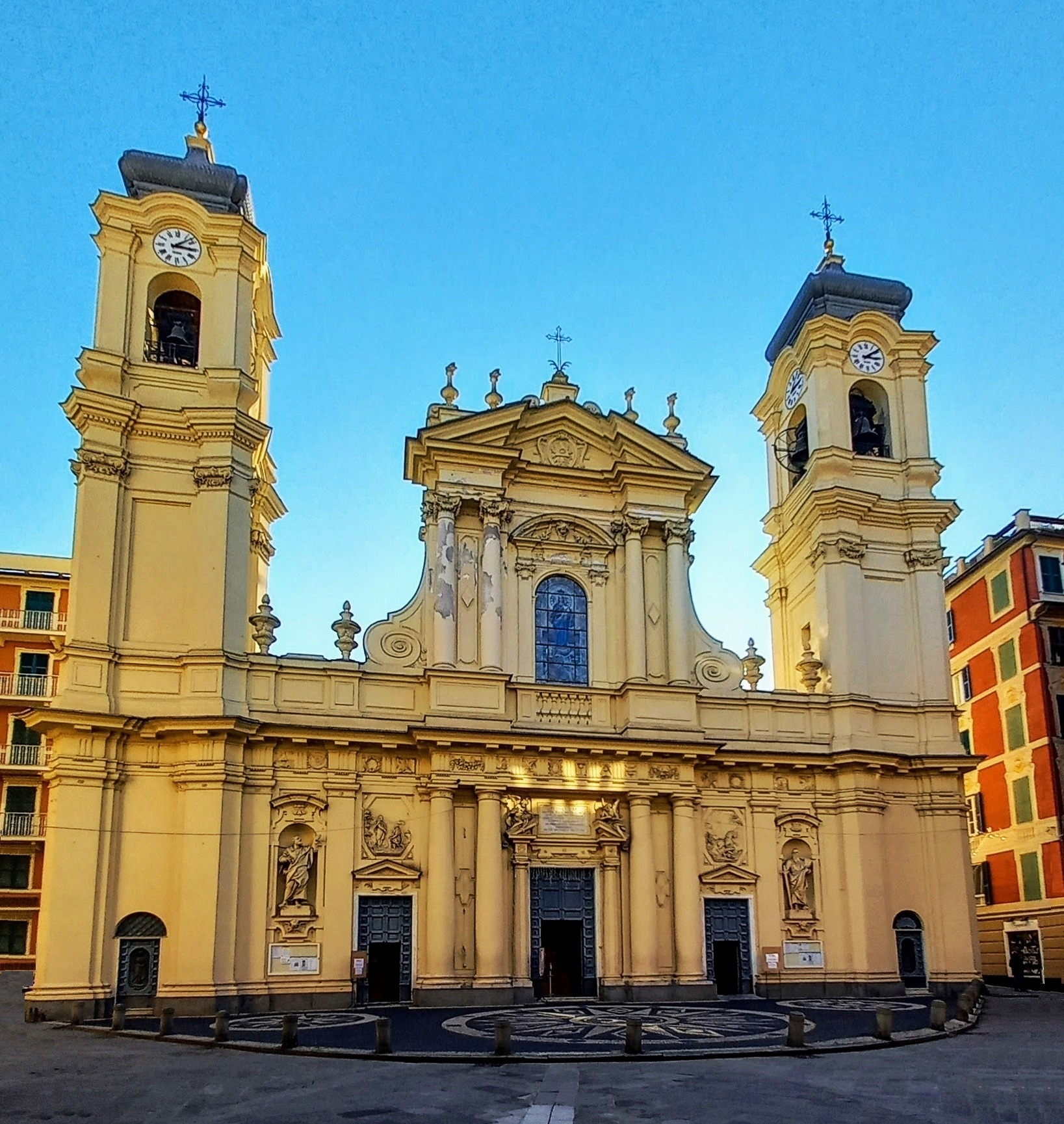

- 圣玛格丽塔利古雷城堡
- 圣玛加利大圣殿